# Asz-Szamijja
Asz-Szamijja (arab. الشامية) – miasto w Syrii, w muhafazie Latakia. W 2004 roku liczyło 2982 mieszkańców.